# Place Gabriel-Narutowicz
 (juillet 2018).
La place Gabriel-Narutowicz (polonais : Plac Gabriela Narutowisza) est une place située dans l'arrondissement de Ochota à Varsovie.